# Josef Grösser
Josef Grösser (18. října 1923 Mnichovo Hradiště – 3. července 2016 Česká Lípa) byl český a československý politik Komunistické strany Československa, na počátku normalizace poslanec České národní rady a ministr vnitra České socialistické republiky.

## Biografie
Původní profesí byl stavebním dělníkem. Členem KSČ se stal roku 1945. Po únorovém převratu v roce 1948 působil jako profesionální politik KSČ. V letech 1948–1951 pracoval na Okresním výboru KSČ v Rumburku, v období let 1951–1956 byl vedoucím tajemníkem Okresního výboru KSČ Doksy. V letech 1956–1959 absolvoval Vysokou školu politickou ÚV KSČ v Praze. Mezi roky 1959 a 1962 zastával post vedoucího tajemníka Okresního výboru KSČ Semily, pak v letech 1963–1968 prvního náměstka předsedy Krajského národního výboru pro Východočeský kraj (předsedal krajské plánovací komisi) a od září 1968 do ledna 1969 zastával i funkci předsedy KNV ve Východočeském kraji. Patřil ke konzervativnímu křídlu KSČ, orientovanému na Sovětský svaz. Od roku 1962 byl členem Krajského výboru KSČ ve Východočeském kraji a členem jeho předsednictva.
Po provedení federalizace Československa byl 8. ledna 1969 jmenován členem české vlády Stanislava Rázla jako ministr vnitra. Funkci si podržel i v následující vládě Josefa Kempného a Josefa Korčáka až do října 1970. Od ledna 1969 rovněž zasedal jako poslanec v České národní radě, kde setrval do konce funkčního období, tedy do voleb roku 1971. Počátkem roku 1969 patřil Grösser společně s Vilémem Novým mezi propagátory teorie, podle které byl Jan Palach obětí spiklenců, kteří mu namluvili, že oheň, který na sobě zapálí bude jen pouhým studeným ohněm. Někteří historici rovněž považují Grössera za původce provokace, kdy se při spontánní oslavě vítězství československého hokejového týmu nad mužstvem SSSR v dubnu 1969 objevila před kanceláří Aeroflotu v centru Prahy hromada dlažebních kostek, přičemž následné zdemolování kanceláře posloužilo normalizačnímu režimu jako záminka pro kádrové čistky a prosovětský obrat v politice KSČ.
Po odchodu z ministerského postu působil několik let jako velvyslanec ČSSR v Korejské lidově demokratické republice. V září 2006 se účastnil setkání se severokorejským velvyslancem, který přicestoval do České Lípy na pozvání tamní organizace KSČM. Jeho syn Vladimír Grösser působí jako podnikatel a vlastní pozemky v bývalém vojenském prostoru Ralsko.
Na konci roku 2013 na něj, toho času důchodce v České Lípě, podalo žalobu Okresní státní zastupitelství v České Lípě, k soudu v České Lípě se však opakovaně nedostavil s odvoláním na svůj věk (90 let) a zdravotní stav.
Josef Grösser zemřel v České Lípě 3. července 2016.